# D502i
デジタル・ムーバ D502i HYPER（デジタル・ムーバ ディーごーまるにアイ ハイパー）は、三菱電機製のNTTドコモの第二世代携帯電話 (mova) 端末である。三菱電機としては初、NTTドコモとしてはF502iに次いで第2弾となるカラー液晶搭載モデルである。

## 沿革
- 1999年10月16日 - 電気通信端末機器審査協会による技術基準適合認定の設計認証（設計認証番号A99-0878JP、J99-1216）
- 1999年10月20日 - テレコムエンジニアリングセンターによる技術基準適合証明の工事設計認証（工事設計認証番号WAA0028）
- 2000年1月5日 - 発表
- 2000年1月7日 - 発売
- 2012年3月31日 - movaサービス終了により使用不可